# Roemenië op de Olympische Winterspelen 1988
Tijdens de Olympische Winterspelen van 1988, die in Calgary (Canada) werden gehouden, nam Roemenië voor de dertiende keer deel.

## Deelnemers en resultaten

### Alpineskiën
| Olympiër     | Discipline       | Resultaat | Prestatie                                                                           |
| ------------ | ---------------- | --------- | ----------------------------------------------------------------------------------- |
| Mihaela Fera | afdaling (v)     | dnf       | opgave                                                                              |
| Mihaela Fera | super g (v)      | 34e       | 1.25,55 (+6,52)                                                                     |
| Mihaela Fera | reuzenslalom (v) | dnf-1     | opgave run 1                                                                        |
| Mihaela Fera | slalom (v)       | dnf-2     | opgave run 2 58,35+dnf                                                              |
| Mihaela Fera | combinatie (v)   | 21e       | 141,75 (+112,5) afdaling: 51,85 p. (1.19,82) slalom: 89,9 p. (1.31,54: 45,17+46,37) |

### Bobsleeën
| Olympiër                                                          | Discipline                | Resultaat | Prestatie                                             |
| ----------------------------------------------------------------- | ------------------------- | --------- | ----------------------------------------------------- |
| Csaba Nagy Lakatos Costel Petrariu                                | 2-mansbob (m) Roemenië I  | 24e       | 4.02,02 (+8,54) (58,83 / 1.00,82 / 1.01,75 / 1.00,62) |
| Dorin Degan Grigore Anghel                                        | 2-mansbob (m) Roemenië II | 27e       | 4.02,80 (+9,32) (58,85 / 1.01,00 / 1.01,81 / 1.01,14) |
| Csaba Nagy Lakatos Grigore Anghel Florian Olteanu Costel Petrariu | 4-mansbob (m) Roemenië I  | 20e       | 3.51,89 (+4,38) (57,41 / 58,49 / 57,64 / 58,35)       |

### Langlaufen
| Olympiër                                                       | Discipline            | Resultaat | Prestatie                                            |
| -------------------------------------------------------------- | --------------------- | --------- | ---------------------------------------------------- |
| Mihaela Cârstoi                                                | 5 km klassiek (v)     | 51e       | 18.21,6 (+3.17,6)                                    |
| Mihaela Cârstoi                                                | 20 km vrije stijl (v) | 48e       | 1:06.59,5 (+11.05,9)                                 |
| Rodica Drăguș                                                  | 10 km klassiek (v)    | 39e       | 33.51,4 (+3.43,1)                                    |
| Rodica Drăguș                                                  | 20 km vrije stijl (v) | 39e       | 1:03.06,0 (+7.12,4)                                  |
| Ileana Hangan                                                  | 5 km klassiek (v)     | dnf       | opgave                                               |
| Adina Țuțulan                                                  | 10 km klassiek (v)    | 47e       | 35.31,1 (+5.22,8)                                    |
| Adina Țuțulan                                                  | 20 km vrije stijl (v) | 46e       | 1:05.48,6 (+9.55,0)                                  |
| Team Ileana Hangan Mihaela Cârstoi Adina Țuțulan Rodica Drăguș | 4x5 km estafette (v)  | 12e       | 1:10.59,9 (+11.08,8) 18.58,9 17.38,5 17.44,8 16.37,7 |

### Rodelen
| Olympiër    | Discipline | Resultaat | Prestatie                                             |
| ----------- | ---------- | --------- | ----------------------------------------------------- |
| Livia Pelin | vrouwen    | 17e       | 3.09,651 (+5,678) (47,204 / 47,541 / 47,601 / 47,305) |

Amerikaanse Maagdeneilanden · Andorra · Argentinië · Australië · België · Bolivia · Bondsrepubliek Duitsland · Bulgarije · Canada · Chili · China · Chinees Taipei · Costa Rica · Cyprus · Denemarken · Duitse Democratische Republiek · Fiji · Filipijnen · Finland · Frankrijk · Griekenland · Groot-Brittannië · Guam · Guatemala · Hongarije · IJsland · India · Italië · Jamaica · Japan · Joegoslavië · Libanon · Liechtenstein · Luxemburg · Marokko · Mexico · Monaco · Mongolië · Nederland · Nederlandse Antillen · Nieuw-Zeeland · Noord-Korea · Noorwegen · Oostenrijk · Polen · Portugal · Puerto Rico · Roemenië · San Marino · Sovjet-Unie · Spanje · Tsjecho-Slowakije · Turkije · Verenigde Staten · Zuid-Korea · Zweden · Zwitserland